# ESC/P
El ESC/P es el lenguaje para control de impresoras matriciales creado por Epson. Es un lenguaje simple, sofisticado y eficiente que permite utilizar una impresora matricial haciendo uso de todas las funciones predefinidas en fábrica. Este tipo de impresora es configurable mediante pines para utilizar modo IBM o modo ESC/P.
Desde el punto de vista de una aplicación Microsoft Windows, el envío de comandos es transparente para el usuario, desde aplicaciones DOS, se hace un uso más a fondo de este lenguaje según se requiera. Los comandos de ESC/P se conocen como secuencias de escape y es porque muchos comandos comienzan con el carácter 27 de la tabla ASCII. Este carácter no es visible, ni imprimible en pantalla pero, a nivel de las impresoras matriciales, le indica que la secuencia de caracteres siguientes es un comando, y no debe ser tratado como data a ser impresa. Normalmente dicho carácter se representa de este modo: CHR(27).